# Tangara preciosa
A Tangara preciosa  a madarak osztályának verébalakúak (Passeriformes) rendjébe és a tangarafélék (Thraupidae) családjába tartozó  faj.

## Rendszerezése
A fajt Jean Cabanis angol ornitológus írta le 1850-ben, a Callispiza nembe Callispiza preciosa  néven.

## Előfordulása
Az Atlanti-óceán partvidékén Brazília délkeleti, Argentína északkeleti és Paraguay keleti részén, valamint Uruguay területén honos. Természetes élőhelyei a szubtrópusi és trópusi síkvidéki esőerdők, valamint ültetvények, vidéki kertek és másodlagos erdők. Vonuló faj.

## Megjelenése
Átlagos testhossza 14 centiméter, testtömege 22–24 gramm.

## Életmódja
Gyümölcsökkel és ízeltlábúakkal táplálkozik.

## Természetvédelmi helyzete
Az elterjedési területe rendkívül nagy, egyedszáma pedig stabil. A Természetvédelmi Világszövetség Vörös listáján nem fenyegetett fajként szerepel.